# Антонов, Георгий Семёнович
Георгий Семёнович Антонов (5 марта 1916, Воздвиженка, Уфимская губерния — неизвестно) — участник Великой Отечественной войны, Герой Советского Союза (24.03.1945, лишён 03.06.1950).

## Биография
Родился 5 марта 1916 года в с. Воздвиженка (ныне — в Альшеевском районе Башкортостана).
Призван в Красную Армию в 1937 году, окончил артиллерийское военное училище.
Во время Великой Отечественной войны был на фронтах с 1941 года.
1 июля 1944 года при форсировании реки Березины и освобождении белорусского города Борисова начальник артиллерии 1106-го стрелкового полка (331-я стрелковая дивизия, 31-я армия, 3-й Белорусский фронт) капитан Антонов с помощью грамотной организации своих подразделений смог обеспечить поддержку в наступлении другим подразделениям полка.
Указом Президиума Верховного Совета СССР от 24 марта 1945 года за образцовое выполнение боевых заданий командования на фронте борьбы с немецко-фашистским захватчиками и проявленные при этом мужество и героизм капитану Антонову Георгию Семёновичу присвоено звание Героя Советского Союза с вручением ордена Ленина и медали «Золотая Звезда» (№ 7662).
После окончания войны Г. С. Антонов был назначен командиром дивизиона 233-го пушечно-артиллерийского полка 95-й гвардейской стрелковой дивизии и проходил службу в составе советских оккупационных войск близ австрийского города Аппенштайг.
9 февраля 1949 года судом чести старшего офицерского состава 95-й гвардейской стрелковой дивизии майор Антонов был признан виновным в организации коллективной пьянки и гибели в автокатастрофе его сослуживца майора Сидорова. В связи с «моральным разложением» командование приняло решение о передаче командования дивизионом другому офицеру и отправке Г. С. Антонова в Закавказский военный округ. По материалам дела, Георгий Антонов вместе с австрийской гражданкой Франсиской Нестервал 26 мая 1949 года покинул свою часть и переехал в американский сектор города Вены.
7 сентября 1949 года Г. С. Антонов был заочно осуждён военным трибуналом на 25 лет исправительно-трудовых лагерей, с поражением в правах, конфискацией имущества, лишением воинского звания.
Указом Президиума Верховного Совета СССР от 3 июня 1950 года он был лишён звания Героя Советского Союза и других боевых наград. Имеются сведения, что репрессиям были подвергнуты жена и сестра Антонова.
О его дальнейшей судьбе практически ничего не известно. Он несколько раз выступал на западных радиостанциях с рассказами о нарушениях прав человека в СССР и своих притеснениях. Жена Антонова скончалась в 2000 году в возрасте 84 лет
.

## Награды
Указом Президиума Верховного Совета СССР от 3 июня 1950 года был лишён всех боевых наград:
- медаль «Золотая Звезда» Героя Советского Союза (№ 7662)
- орден Ленина (24.03.1945)
- орден Красного Знамени (20.08.1944)
- орден Отечественной войны 1-й степени (27.02.1945)
- орден Отечественной войны 2-й степени (02.11.1943)
- орден Красной Звезды (24.08.1943)
- Медаль «За боевые заслуги» (24.06.1948)
- Медаль «За победу над Германией в Великой Отечественной войне 1941—1945 гг.»
- Медаль «За взятие Кенигсберга» (26.09.1946)